# Ksilen
Ksilen (iz grške ξυλος, xylos "lesna") je aromatski ogljikovodik, ki sestoji iz benzenskega obroča z dvema metilnima substituentoma. Tri izomerni ksileni, vsak ima molekulsko formulo C8H10. V Ksilenu je veliko petrokemije, ki jih katalitskega reforminga in tudi premoga karbonizacijo v proizvodnji koksa goriva. Kar je približno 0,5-1% surove nafte (odvisno od vira), ksilene najdemo v majhnih količinah v bencinu in letalskem gorivu. Ksilen, večinoma proizvajajo v okviru BTX aromatov (benzen, toluen in ksilen), pridobljenih iz produkta katalitski reforming znan kot "reformate". Zmes je rahlo mastna, brezbarvna tekočina pogosta kot topilo. Ime je dobila leta 1851, saj je bila odkrita kot sestavina lesnega katrana. Letno se ga proizvede več miljonov ton.  Leta 2011 je svetovni konzorcij začel z gradnjo enega največjih ksilen rastlin na svetu v Singapurju.

## Proizvodnja
Ksileni se proizvajajo z dehidrociklodimerziacijo in metiliranjem toulena in benzena. S procesom ISOMAR, lahko razmerje izomerov spremenimo v korist para-ksilen, ki je najbolj zaželen. Ta pretvorba je katalizirana z zeoliti. 

## Lastnosti
Ksilen ima tri izomere dimetilbenzena. Izomere razlikujemo z označb orto, meta in para, ki določajo, na kateri C-atom ( benzenovega obroča ) je vezan. 
Nekatere kemijske in fizikalne lastnosti se razlikujejo od izomera do izomera. Tališče se giblje od -47,87 ° C za meta - ksilen, do 13,26 ° C za para - ksilen. Vrelišče za posamezen izomer je okoli 140 ° C. Gostota je za vsakega okoli 0,87 g / ml in je zato redkejši od vode. Ksilen v zraku se lahko zavoha v koncentracijah nizkih od 0,08-3,7 ppm (delov ksilena na milijon delov zraka). V vodi ga lahko okusimo od 0,53-1,8 ppm( delov ksilena na milijon delov vode ).

## Uporaba
Uporablja se pri proizvodnji plastenk in poliestra oblačil . 98 % proizvodnje para - ksilena in polovica vsega ksilena se porabi na ta način.
Ksilen se uporablja kot topilo. Pogosto vsebuje majhen odstotek etilbenzena. Je brezbarvnen, sladkega vonja in lahko vnetljiv. Področja uporabe vključujejo tiskanje, gumarsko in usnjarsko industrijo. Je pogosta sestavina črnila, gume, lepila v usnjarski industriji. Je tudi čistilno sredstvo za jeklo, silicijeve rezine in integrirana vezja. Kot topilo se uporablja tudi v zobozdravstvu. V naftni industriji je ksilen pogosta sestavina parafin topil, ki se uporablja za odmašitev cevi, ki so zamašene s pasrafinom.
Uporablja se tudi laboratoriju za hladitev reakcijskih posod in kot topilo za odstraniti sintetičnih olj iz objektiva mikroskopa. V histologiji je ksilen najbolj razširjen klirinški agent in se se uporablja za odstranjevanje olja iz mikroskopskih stekelc pred barvanjem.

## Varnost
Ksilen je vnetljiv, vendar ni akutno strupen. Glavni mehanizem razstrupljanja je oksidacija v metilbenzojsko kislino in hidroksilacija v hidroksilene. [1]